# Lepidagathis ipariaensis
Lepidagathis ipariaensis är en akantusväxtart som beskrevs av Wassh.. Lepidagathis ipariaensis ingår i släktet Lepidagathis och familjen akantusväxter. Inga underarter finns listade i Catalogue of Life.